# 花井瑠美
花井 瑠美（はない るみ、1987年9月30日 - ）は、日本の女優、元レースクイーン、元新体操選手。愛称は「るー」。
東京女子体育大学卒業。

## 来歴・人物
東京都生まれ。家族は両親と兄1人。趣味はファッション、自分磨き、分析。

### 新体操選手時代
3歳の頃、元オリンピック選手・山﨑浩子のスクールで新体操を習い始める。以後21歳までの18年間で数々の大会に出場し新体操選手として実績を残す。
主な経歴
- 四大陸ジュニア大会　日本代表決定競技会
- 全日本ジュニアロシア合宿選抜メンバー
- フランス・ティエ国際大会／日本代表
- ユニバーシアード大会世界選手権日本代表決定競技会/日本代表（2007年[3]）
- インカレ/二連覇
- 全日本新体繰選手権大会/二連覇（2007年・2008年[4]）

### タレント転身後
2011年も再びZENT sweetiesのメンバーとなる傍ら、神戸コレクション2011で行われた「ワンライフモデルオーディション」にて、青山イリス（後に彩イリスと改名）と共に審査員特別賞を受賞する。
2012年3月4日に東京で行われた卒業イベントをもって、2年間参加したZENT sweeties並びにレースクイーンを卒業。2013年、金子修介監督の『ジェリー・フィッシュ』で映画初出演にして主演で女優デビュー。以後は女優業に力を入れ現在に至る。
所属事務所はスタイルコーポレーション→アリスプロジェクトの後、フリーを経て、2014年7月1日からオフィス北野に所属していたが、既に離脱（https://www.tap-1.jp/talents/)。
現在は株式会社花井を設立し、今までの脈を元手に活動中。

## エピソード
- 『ジェリー・フィッシュ』では、脱ぐシーンであばら骨が見えるという場面があったため、2週間で8kgのダイエットを行ったが[8]、『少女は異世界で戦った』の撮影中に3kgも太ってしまった[9]。
- 渡辺直美の大ファンで、『五つ星ツーリスト』にゲスト出演した際は感激したという[10]。
- 新体操を習った頃は毎日作文を書いていた[9]。

## 出演

### 映画
2013年
- 「ジェリー・フィッシュ」（金子修介監督）主演：篠原叶子役
沖縄国際映画祭2013　ハワイ国際映画祭2013　招待作品
- 「BADGIRLS　いつかぎらぎらする日」（室賀厚監督）主演：翔子役

2014年
- 「少女は異世界で戦った」（金子修介監督）主演：アリサ役
ゆうばり国際ファンタスティック映画祭 2014　ワールドプレミアム上映

### テレビドラマ
- おそろし〜三島屋変調百物語（2014年8月30日 - 、NHK BSプレミアム） - お春 役
- 五つ星ツーリスト〜最高の旅、ご案内します!!〜 第11話（2015年3月19日、読売テレビ） - 石野真帆 役[10]
- 初森ベマーズ 第4球 (2015年8月1日、テレビ東京) - 駒根知女子学園 投手 役
- 魔法×戦士 マジマジョピュアーズ!第22話 (2018年8月26日、テレビ東京) - 服部一華 役